# Totally Accurate Battlegrounds
Totally Accurate Battlegrounds (TABG; с англ. — «очень правдоподобные поля сражений») — многопользовательская компьютерная игра в жанре королевской битвы c Ragdoll-физикой, разработанная шведской студией Landfall Games в качестве спин-оффа Totally Accurate Battle Simulator (TABS) и выпущенная в раннем доступе 5 июня 2018 года. Аналогично тому, как TABS пародирует жанр симуляторов битвы, TABG является пародией на королевские битвы вроде PUBG: Battlegrounds и Fortnite, с гиперболизированной физикой оружия и игроков.

## Игровой процесс
Игровой процесс схож с другими играми жанра королевская битва: игроки должны держаться внутри постоянно уменьшающейся безопасной зоны, собирать снаряжение, в том числе оружие, и убивать других персонажей, с конечной целью остаться последним игроком на карте. Отличительной особенностью игры является физический движок, благодаря которому все движения персонажей гиперболизируются: например, конечности могут растягиваться, а использование огнестрельного оружия сопровождается аномальной отдачей. Кроме того, в игре есть возможность одновременного использования двух любых видов одноручного оружия, а на последнем кругу игроков встречают летающие платформы с текущей лавой.

## Разработка и выпуск
Изначально Totally Accurate Battlegrounds планировалось выпустить 1 апреля 2018 года, в честь дня смеха, в качестве спин-оффа предыдущей игры студии, Totally Accurate Battle Simulator. Однако выпуск отложили до 5 июня, чтобы успеть решить проблемы с серверами игры. Landfall заявила, что игра будет бесплатна первые 100 часов после выпуска, а затем получит ценник.
В марте 2020 года Lanfull объявила о постепенном возвращении к разработке TABG, отметив, что пока что они всё рабочее время уделяют работе над Totally Accurate Battle Simulator. Анонс содержал несколько скриншотов новой карты, находящейся в разработке. 6 апреля 2020 года Landfall выпустила бета-версию, содержащую новую карту. В последующие месяцы разработчики выпустили ещё несколько бета-версий, демонстрирующих прогресс в разработке карты, новых вооружений и транспортных средств, а также в оптимизации игры. 1 апреля 2021 года игра покинула ранний доступ и стала распространяться по модели Free-to-play.
В феврале 2022 года Landfall Games заявила, что игра больше не будет поддерживаться новыми обновлениями, поскольку аудитория игры существенно сократилась.

## Критика
Александра Хизер из Kotaku посчитала Totally Accurate Battlegrounds одновременно пародией на жанр и данью уважения ему, описав среднестатистический матч как «сумасбродные набеги чокнутых аэроменов, которые то борятся за оружие, то просто дают друг другу пощёчины, пока один из них не погибнет». Она также отметила, что «бессистемной» боевой системе удаётся «делать каждую новую схватку неожиданной и напряжённой». Элис О’Коннор из Rock Paper Shotgun отметила, что несмотря на то, что «дурацкая физика — это избитая шутка», игре удалось выделиться на фоне других игр жанра уникальными механиками, в частности — парным огнестрельным оружием, представлением границ безопасной зоны в виде бесконечно перестраивающейся стены, а не бури, и отсутствием микротранзакций с косметическими предметами. Она, однако, отметила, что поиск матча занимает слишком много времени по сравнению с более популярными играми жанра, такими как Fortnite: Battle Royale и PlayerUnknown’s Battlegrounds.
По состоянию на июнь 2018 года, игра была 18-м самым популярным продуктом в Steam; средний онлайн превышал 27 000 человек.